# Megastigmus speciosus
Megastigmus speciosus är en stekelart som beskrevs av Girault 1915. Megastigmus speciosus ingår i släktet Megastigmus och familjen gallglanssteklar. Inga underarter finns listade i Catalogue of Life.